# La notte senza legge
La notte senza legge (Day of the Outlaw) è un film western del 1959 diretto da André De Toth.

## Trama
Il film è ambientato in una città di frontiera del Wyoming. L'allevatore Blaise Starrett e il coltivatore Hal Crane sono in conflitto per motivi sia d'interesse che personali (Starrett è stato l'amante della moglie di Crane); ma, nell'esatto momento in cui la rivalità fra i due uomini sta per esplodere in un duello, la cittadina viene invasa dalla banda di Jack Bruhm, inseguita dalla cavalleria per il furto di un carico d'oro. Bruhn, un ex ufficiale dell'esercito, è gravemente ferito, e fatica a controllare i suoi uomini, quasi tutti assassini psicopatici. Il paese vive una notte di terrore: due suoi abitanti vengono uccisi e Starrett è picchiato duramente, ma, con l'aiuto di Bruhn e di Gene (il bandito più giovane e meno violento, innamorato della figlia del padrone dell'emporio) riesce ad evitare che le donne vengano oltraggiate.
Il mattino dopo, Starrett allontana i banditi dal paese, fingendo di volerli guidare ad un passo per cui potranno sfuggire ai loro inseguitori. Il viaggio della comitiva sulle montagne innevate diventa un'ecatombe; i banditi, a partire da Bruhn, muoiono ad uno ad uno, stroncati dalle avversità atmosferiche o uccisi dai loro stessi compagni, avidi di bottino. Si salvano solo Starrett e Gene, che, abbandonata la vita del fuorilegge, entra al servizio di Starrett come cowboy.

## Produzione
Girato con pochi mezzi ed in bianco nero, alla sua uscita passò inosservato; è stato poi rivalutato dalla critica, che vi ha visto un'anticipazione dei successivi sviluppi del genere.